# John Guidetti
John Alberto Guidetti, més conegut com a John Guidetti, (pronunciació en suec: [gɵdetti], pronunciació en italià: [ɡwidetti]) (Estocolm, 15 d'abril de 1992) és un futbolista suec que juga com a davanter a l'AIK.